# Henk Hos
Hendrik Pieter (Henk) Hos (Haarlem, 1 december 1906 – Den Haag, Waalsdorpervlakte, 11 mei 1944) was een Nederlandse chemisch analist van beroep en deed vóór de oorlog veel aan jeugdwerk.
In het begin van de bezettingsjaren werkte hij bij het verspreidingsapparaat van Vrij Nederland en later was hij, samen met Henk van Randwijk en Wim Speelman ook bij de leiding betrokken. Daarnaast verrichtte hij ook veel spionagewerk.
Op 30 november 1942 besloot hij om met diverse spionagerapporten naar Engeland uit te wijken, maar werd tijdens zijn poging gearresteerd. Tot 1 september 1943 was hij opgesloten in de gevangenis van Scheveningen (het Oranjehotel), daarna werd hij naar kamp Vught overgebracht. Op 2 januari 1944 werd hij voor zijn proces teruggebracht naar Scheveningen.
Het proces werd op 13-15 januari 1944 voor het Duitse Obergericht gevoerd in het gebouw van de Hoge Raad aan het Plein in Den Haag. Hij werd, samen met een aantal van zijn medestrijders (tweede Vrij Nederland-proces), onder andere beschuldigd van hulp aan de vijand (in de vorm van spionage en sabotage), wapenbezit, vervalsing van geschriften en het verspreiden van "Duits-vijandige pamfletten". Hij maakte het proces liggend op een brancard mee en mede hierdoor en door zijn heroïsche houding tijdens het proces, maakte hij grote indruk op zijn rechters. Hij zei onder andere: "Wat ik gedaan heb, heb ik uit overtuiging gedaan en ik ben bereid daarvoor te sterven".
Hij werd samen met onder anderen zijn vriend Thies Jan Jansen ter dood veroordeeld en op 11 mei 1944 op de Waalsdorpervlakte gefusilleerd. Hij werd in 1946 herbegraven op de Eerebegraafplaats Bloemendaal.

## Onderscheidingen
In 1946 ontving Hos het Verzetskruis 1940-1945. Zijn naam staat vermeld op de Erelijst van Gevallenen 1940-1945. In Amsterdam-Zuidoost (Reigersbos/Gein) werd een straat naar hem vernoemd, de Hendrik Hosstraat.